# Friedrich Weigel
Friedrich Georg Christoph Weigel (* 30. November 1816 in Schwerin; † nach 1854) war ein deutscher Drucker, Buchhändler, Verleger und Parlamentarier.

## Leben
Weigel war jüngeres Kind des katholischen (?) Schuhmachers Franz Weigel (* 1767) aus Brünn und dessen Frau Anna Louise Elisabeth, geb.  Güminsky (* 1783) aus Stendal. Beide Eltern waren 1802 (17 Jahre vor der Volkszählung von 1819) nach Schwerin zugewandert und lebten 1819 in der Schweriner Neustadt.
Weigel ist in Boizenburg ab 1840 als Buchdrucker, Buchhändler und Verleger nachgewiesen. Gemeinsam mit dem Schulrektor der Armenschule in Boizenburg Ludwig Reinhard, später Abgeordneter in der Paulskirche, und dem Domanialarzt Friedrich Wendt (1814–1860) gab er das in seinem Verlag erscheinende Boizenburg-Hagenower Wochenblatt von 1848 bis 1854 heraus, dessen Vorläufer das seit 1840 erscheinende Boizenburger Wochenblatt war.
Weigel, durch seine Mitgliedschaft im Boizenburger Reformverein ausgewiesener Demokrat, wurde 1848 als Abgeordneter in die Mecklenburgische Abgeordnetenversammlung im Wahlkreis Mecklenburg-Schwerin 1 (Boizenburg) gewählt.
Weitere Lebensdaten über Weigel sind (bisher) nicht bekannt.